# Johny Placide
Johny Placide   (Montfermeil, 29 de gener de 1988) és un futbolista haitià de la dècada de 2010.
Fou internacional amb la selecció d'Haití.
Pel que fa a clubs, destacà a Le Havre AC i Stade de Reims.